# Bandiera di Ejin Horo
La bandiera di Ejin Horo (伊金霍洛旗S, Yījīnhuòluò qíP) è una bandiera della Mongolia Interna, regione autonoma della Cina. Essa è amministrata dalla prefettura di Ordos.